# Jan Wijn
Jan Hendrik Wijn (Amsterdam, 19 mei 1934 – Soest, 12 juli 2022) was een Nederlands pianist en pianopedagoog.

## Loopbaan

### Pianosolist
Wijn, een zoon van de tekenleraar Hendrik Meiert Ary Wijn en Margaretha Anna IJda Beemsterboer, studeerde bij Cornelius Berkhout aan het Amsterdams Conservatorium, waar hij in 1955 zijn solistendiploma behaalde. Daarna studeerde hij bij Béla Síki en Alicia de Larrocha. In 1960 won hij de eerste prijs op het pianoconcours van de Spaanse stad Ourense. Sindsdien gaf hij vele recitals en concerten met orkest  op tournees door onder meer Engeland, Frankrijk, Duitsland, Brazilië, Roemenië, Spanje en Rusland. Hij trad geregeld op als solist bij symfonieorkesten, waaronder het Concertgebouworkest.
Hoekstenen van zijn repertoire waren:
- Claude Debussy: Preludes,
- Franz Liszt: Pianosonate,
- Frédéric Chopin: Pianosonate in b klein opus 58,
- Maurice Ravel: Miroirs en Pianoconcert voor de linkerhand,
- Manuel de Falla: Nachten in de tuinen van Spanje voor piano en orkest,
- Richard Strauss: Burleske voor piano en orkest,
- Mozart, Beethoven, Rachmaninov, Saint-Saëns, Ravel: de pianoconcerten.

### Pianopedagoog
In 1976 moest hij zijn carrière als concertpianist beëindigen in verband met verlammingsverschijnselen waarbij de vingers van zijn rechterhand niet goed werden aangestuurd (focale dystonie). Hij heeft zich daarna toegelegd op het spelen van pianomuziek voor de linkerhand. Tussen 1962 en 1968 was Jan Wijn hoofdvakdocent piano aan het Brabants Conservatorium in Tilburg en van 1968 tot 2020 aan het Conservatorium van Amsterdam, waar hij vele succesvolle leerlingen heeft opgeleid. Hij was een veelgevraagd jurylid voor concoursen en gaf masterclasses in binnen- en buitenland.
Onder de leerlingen van Jan Wijn bevinden zich vele bekend geworden pianisten (van wie enkelen postgraduate): 
| - Mirsa Adami - Thomas Beijer - Ronald Brautigam - Leo van Doeselaar - Hans Eijsackers - Misha Fomin - Paolo Giacometti |  | - Nino Gvetadze - Lucie Horsch - Yoram Ish-Hurwitz - Ivo Janssen - Wyneke Jordans - Arthur Jussen - Lucas Jussen |  | - Daphne Keune - Dick Klomp - Paul Komen - Frank van de Laar - Hannes Minnaar - Frank Mol - Folke Nauta |  | - Niek van Oosterum - Frank Peters - Benno Pierweijer - Nicolas van Poucke - Bart van de Roer - Wibi Soerjadi - Bas Verheijden |

### Afscheid
In 2020 nam hij na 52 jaar afscheid van het Conservatorium van Amsterdam. Naar aanleiding daarvan verscheen een boek over Jan Wijn en het televisieprogramma Podium Witteman besteedde op 17 oktober 2020 speciale aandacht aan de pianopedagoog. Op 31 oktober 2021 werd hem de Frans Banninck Cocqpenning van de stad Amsterdam toegekend.
Wijn overleed in 2022 na een kort ziekbed. Hij werd 88 jaar oud.
- Gemeinsame Normdatei: 1226987923
- International Standard Name Identifier: 0000 0004 4880 8471
- Library of Congress Control Number: no2015057601
- MusicBrainz: 04a6232d-d2a8-4fb2-8e1a-f47b5da6d9ad
- Virtual International Authority File: 315944468
- WorldCat: E39PBJghtFgQPtmdqbxQRxkJjC